# التقعرية (الإسبانية)

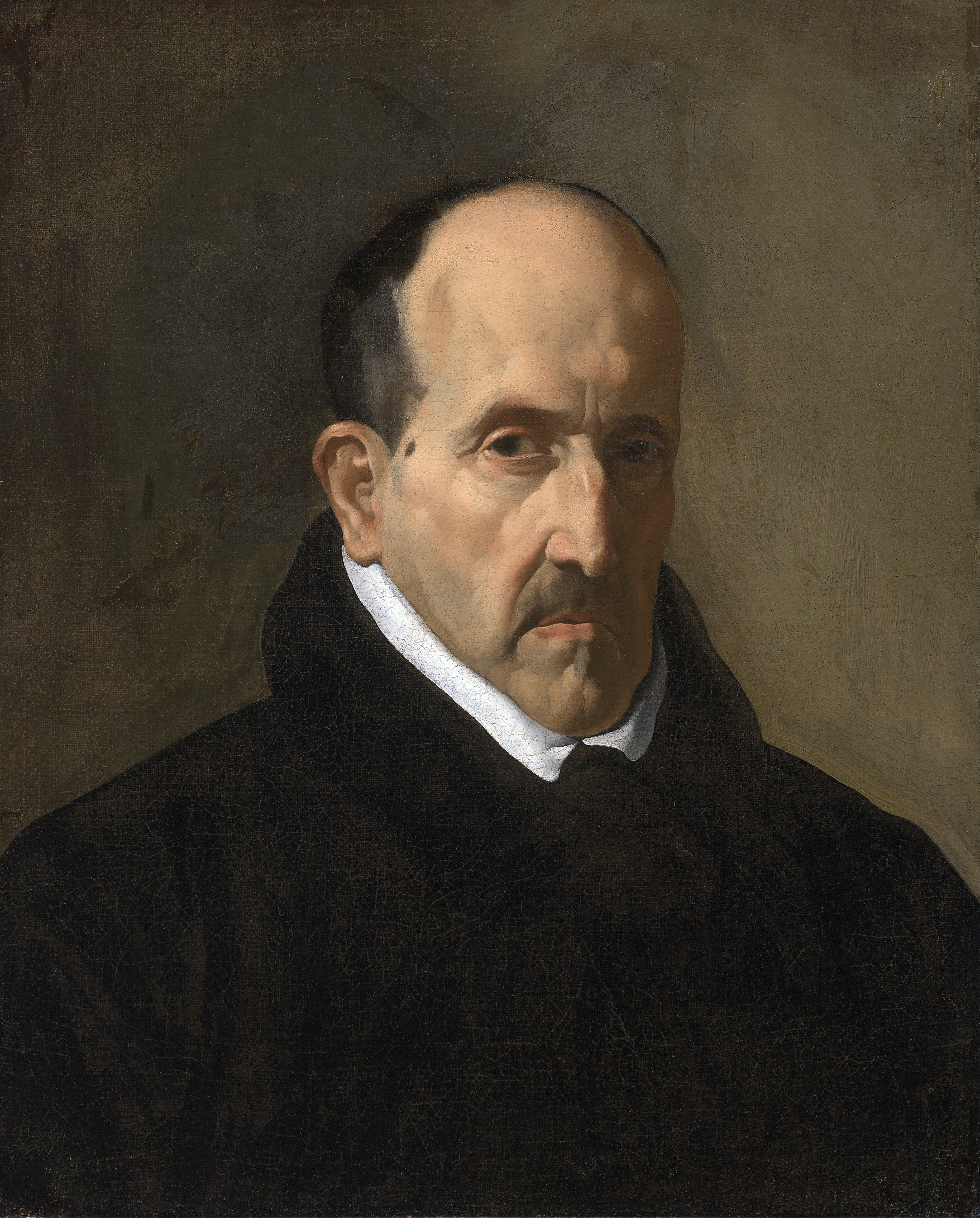

التقعرية (الإسبانية: El Culteranismo) أو الكولتيرانية أو الكولتيرانيسمو هي تيار أدبي ظهر في عصر البارّوك الإسبانيّ كجزء يندرج ضمن التيار السائد اّنذاك الذي عرف باللوذعانية El Conceptismo, حيث يتشارك الاثنان بالغرض الأدبيّ الذي يهدف بشكل رئيسي إلى تكثيف أساليب التعبير وفصله عن التوازن والوضوح المعروف في الشعر القديم، بينما تختلف التقعرية عن اللوذعانية في أنها لا تركز على زخم المعاني والدلالات مثل اللوذعانية, فهي تدافع عن استعمال كلمات أكثر من اللازم للتجمل وتدافع عن التعريض في الكلمات الشائعة مطوّعين الطابع اللاتينيّ في بناء الجملة وتحسين الكلام بتغيير مواضع الكلمات في الجملة وتستخدم الألفاظ النقيلة والاستعارات الخالصة والتلميح عبر الأساطير القديمة. ويعرف هذا التيار الجمالي أيضاً باسم «جونجوريسمو» نسبة إلى أبرز ممثيليها من الشعراء الإسبان القرطبي لويس دي جونجورا, الذي ساهم بشكل كبير بتشكيلها وإعطائها شكلها النهائيّ.

## تيارات مشابهة
وجدت أيضاَ تيارات جمالية لغويّة مشابهة في بلدان أخرى: المارينيسمو marinismo في إيطاليا (للشاعر جانباتيستا ماريانو, 1569-1625)، النفائيسيّة preciosismo في فرنسا (فانسن فواتور, 1598-1648)، والتأنق اللفظي eufuismo في بريطانيا العظمى (جون ليلي, 1553-1606), وظهرت هذه الجماليّات الأدبية متأثرة بسابقة مشابهة لها في اللغة الإسبانية لأنطونيو دي جيفارا من القرن السادس عشر.

## أصل التسمية
ظهرت تسمية التقعرية أو الكولترانية كمصطلح ازدائي ابتُكر من خلال تلاعب لوذعانيّ باللفظ من مزيج من كلمتين: مثقف Culto ولوثرية Luterano في الفترة التي كانت اللوثرية تعتبر هرطقة دينية، وكان الهدف هو تشبيه الشعراء التقعريين بمهرطقين في الشعر الحقيقي، للإشارة إلى أتباع هذا التيار من الشعراء المثقفين. إذن فالتقعرية تيار جمالي يتبع اللوذعانية الباروكية تهدف إلى تعقيد فهم العمل الأدبي, وليس هذا عن طريق الإيجاز أو التركيز على المعنى المتّسم بالوضوح مثل المعتاد (ما يسميه بالتاسار غراثيان Agudeza أي الفطنة والنباهة) وإنما عن طريق التفن في استخدام التشتيت تارةً والتنظيم تارةً أخرى ليظهر على هيئة لغز بهدف توظيف الثقافة والذكاء لحلّه. وظهر هذا الفن في في الفنون التشكيلية من خلال الرموز والتصوير الخيالي.

## أسلوبها
درس داماسو ألونسو التقعرية بشكل معمّق بمناسبة الاحتفال بمرور ثلاثمائة عام على لويس دي جونجورا. ومن أبرز صفاتها:
•	تزيين حسّي للبيت الشعريّ (موسيقى الحروف المكررة، نعت, ...).
•	تفضيل علم النحو القديم الطويل والملغّز المرتبط بالمغالاة البلاغيّة.
•	توظيف اللاتينية في النحو عن طريق تغيير ترتيب الكلمات واستخدام عدد من من الصيغ والتراكيب الخاصة باللاتينية.
•	الإسراف في استخدام الألفاظ النقيلة والكلمات المأخوذة من اللاتينية دون تغيرها بهدف إغناء لغة العمل الأدبيّ.
•	استخدام الاستعارة الخالصة للصور الفنية الواضحة والجريئة.
•	الترفع عن الوضاعة وحذف ما هو نبيل.
•	وفرة كلمات التلميح والتعريض بالفظ ثقافية أو أسطورية.
•	كثرة التناص بين الشعراء اللاتينيين واليونانيين والحديثين.

## كتّاب التقعرية
أول ظهور للتقعرية كان للشاعر لويس دي جونجورا وحركة المانييريسمو التي مثلها عدد من الشعراء أمثال بيرناردو دي بالبوينا ولويس كاررييو إي سوتومايور, ولكن يمكن اعتبار أنه قد تم تعريفها بشكل نهائيّ عندما قام جونجورا بالكشف عن قصيدته الطويلة بتفعيلة السيلفا الخلوة عام 1613, القصيدة التي بقيت غير مكتملة, ثم انتشر أمرها قليلاَ مما أدى إلى إحداث ضجة كبيرة وجدل حول الجماليّات الشعرية, فتلقّت الكثير من الهجاء من المؤيدين للشكل اللوذعاني المعتمَد أمثال: فرانثيسكو دي كيفيدو، لوبي دي فيغا، خوان دي خاوريغي الذي أصبح مناصراَ للتقعرية بعد فترة. وظهرت الكثير من التفسيرات والشروحات من محلليين أعجبوا بهذا الأسلوب أمثال خوسيه غراثيا دي سالثيدو كورونيل مؤلف ملحق تفسيري على شكل ثلاثة أجزاء (1629-1648), أيضاَ خوسيه بييثير مؤلف فصول عظيمة من أعمال دون لويس دي جونجورا إي أرجوته (1630) وكريستوبال دي سالثار ماردونيس مؤلف تفسير ومدافعة عن أسطورة بيرامو وتيسبي.
اتّبع هذا الأسلوب الجمالي عدد من المؤلفين والشعراء أمثال الكونت دي بيياميديانا مؤلف أسطورة فايتون, الذي لم يلجأ إلى تقليد أسلوب لويس دي جونجورا بخنوع وإنما عمل على إغناء لغة العمل الأدبيّ باستخدام أسلوبه الخاص وانتقاء ألفاظ نقيلة خاصة به, وأيضاَ خوانا اينيس دي لا كروث مؤلّفة قصيدة السيلفا الغامضة الحلم الأول, كذلك غابرييل بوكانخل كاتب السونيته وبيدرو سوتو دي روخاس وأناستاسيو بانتاليون دي ريبيرا وميغيل كولودريرو دي بييالوبوس وغيرهم. وفي منطقة أراغون أيضاَ وجد مريدين للأسلوب الجونجوري مثل خوان دي مونكايو. وكشف عن عناصر من التقعرية في مسرح بيدرو كالديرون دي لا باركا وأتباع مدرسته الأدبيّة, وفي الخطاب المقدّس للأب أورتينسيو فيليكس بارابيثينو, لكن الإفراط وسوء توظيف هذه الجماليّات في الخطابات المقدّسة أدت إلى تدهورها إلى مرحلة لم يعد بمقدور العامّة فهم الموعظة. ولحسن الحظ أنه في القرن الثامن عشر برزت أصوات تنادي برفض الإفراط باستخدام الجماليّات التي تسببت بتدهور هذا الأسلوب ومن هؤلاء جريجوريو مايانس إي سيسكار في عمله: الخطيب المسيحي (1733)، والرواية التهكمية للأب الماكر خوسيه فرانثيسكو دي إيسلا: قصة الواعظ الشهير الأخ خيرونديو دي كامباثس (1758 و1768) .وعلى الرغم من ذلك، عادت هذه الجماليّات واكتسبت قيمتها من جديد عندما وَجد فيها بول فرلان وستيفان مالارميه شبهاَ بالرمزيّة الشعريّة الفرنسيّة، وعادت في القرن العشرين في مرحلة الثورة الشائعة بين مؤلفي جيل 27 وفي أسلوب كتّاب النوبيسيمو كذلك.